# Tonio Schachinger
Antonio „Tonio“ Schachinger (* 29. ledna 1992 v Novém Dillí, Indie) je rakouský spisovatel. V roce 2023 získal Německou knižní cenu za svůj román Echtzeitalter.
Tonio Schachinger vyrůstal mezi Nikaraguou a Vídní. Vystudoval romanistiku, germanistiku a jazykovědu a stal se spoluredaktorem literárního časopisu Jenny.
Poté, co v roce 2018 vydal společně s Annou Schachinger esej Sicherheit (Bezpečnost), prorazil v roce 2019 literárně debutovým románem Nicht wie ihr (Ne jako vy). Kniha se dostala do užšího výběru na Německou knižní cenu 2019, jejíž porotu zaujala originálním stylem vyprávění. Nejvyšší německojazyčné literární ocenění však Schachinger získal až v roce 2023 díky svému dalšímu románu Echtzeitalter. Ten vypráví příběh Tilla, mladého internátního chovance prestižního vídeňského gymnazia, který uniká do světa počítačové hry. Schachinger líčí generační konflikt jako střet mezi analogovým a digitálním světem. Echtzeitalter popisuje mládí zmítané mezi hraním her a četbou klasiky, mezi ztrátou svobody a výzvami dospívání. Schachinger přitom reflektuje vlastní zkušenosti z vídeňského gymnasia Theresianum.
Českému publiku se Tonio Schachinger představil v roce 2024 na veletrhu Svět knihy Praha, a to jako jeden z hlavních hostů německojazyčného literárního programu Das Buch.